# Roberto Darvin

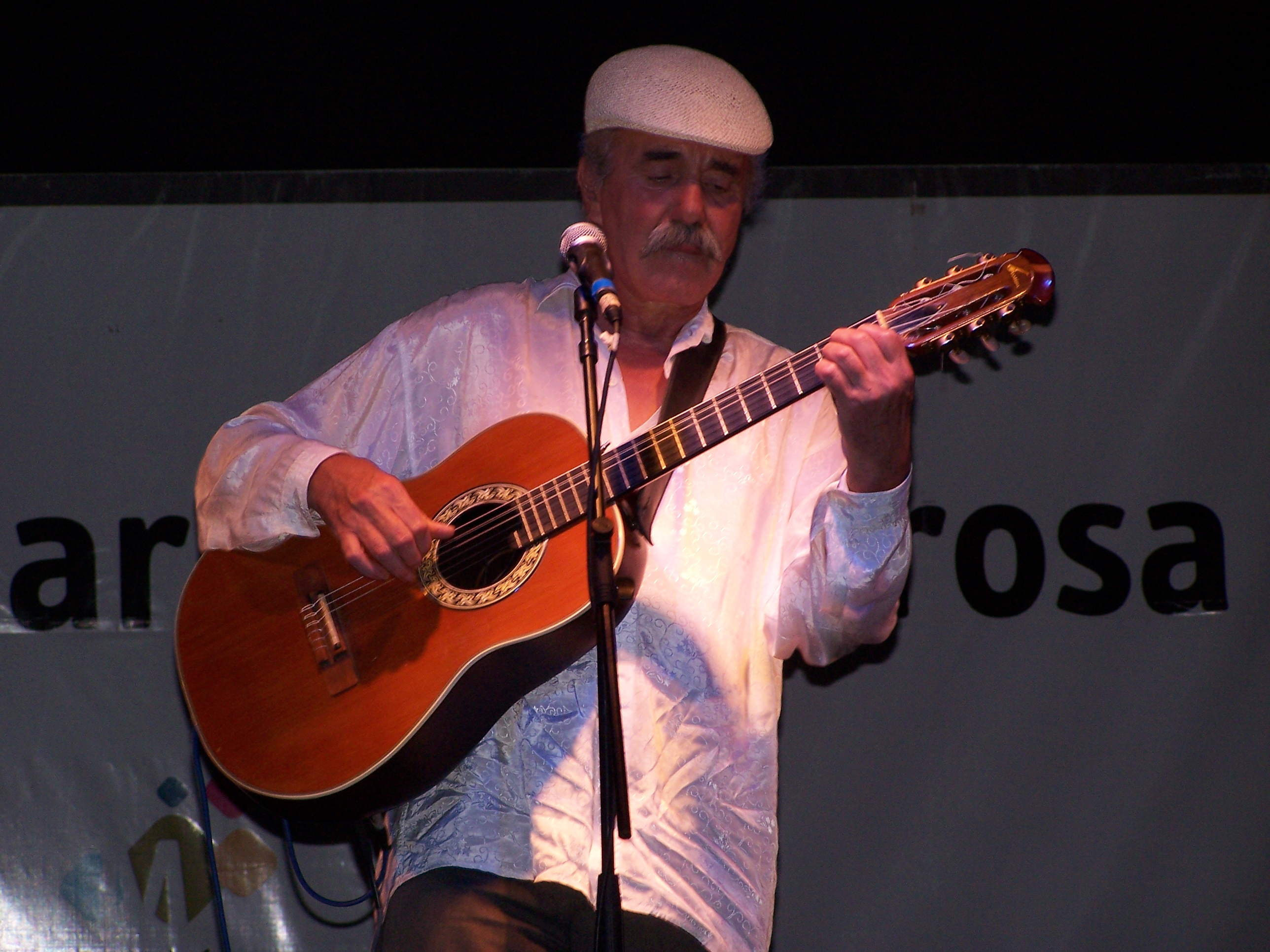
Roberto Darvin (2010)

Roberto Darvin, eigentlich Roberto Darwin Barrientos Cóppola, (* 28. Januar 1942 in Montevideo; † 21. Februar 2024) war ein uruguayischer Gitarrist und Sänger.

## Leben und Wirken
Darvin kann auf eine Gitarren- und Gesangsausbildung zurückgreifen. In der früheren Karrierephase eher dem lateinamerikanischen Nueva canción zugewandt, beschäftigt er in seinen jüngeren Werken mehr mit der uruguayischen Folklore unter Verwendung von Candombe und Milonga. Zu seinen erfolgreichsten Liedern ist „Soy latinoamericano“ zu zählen.
1970 nahm er am Primer Festival Mundial de la Canción Latina in Mexiko teil, wo er sich auch von 1970 bis 1975 niederließ. 1974 war er auf Einladung Gast des Festivals Siete Días con el Pueblo in der Dominikanischen Republik. Im Jahr 1975 zog er für drei Jahre nach Madrid, bevor er anschließend weitere sieben Jahre in Paris lebte. Darvin wurde zu dieser Zeit die Ehre zu Teil, neben Gilbert Becaud und Joan Báez der dritte Ausländer zu sein, der beim 9. Festival Internacional Cervantino in Mexiko auftrat. 1985 kehrte er schließlich nach Uruguay zurück, wo er in El Pinar lebt. Im Laufe seiner Karriere tourte er sowohl in Lateinamerika als auch Europa. In Deutschland gründete er zudem die aus deutschen, spanischen und ecuadorianischen Musikern bestehende Gruppe Arrabal. Sein jüngstes Album erschien 2009 auf dem Label Ayuí und trägt den Namen „Vamos bien“. Es wurde beim Graffiti 2010 zum „Mejor Álbum de Folclore“, dem besten Folklore-Album, gekürt.
Er arbeitete im Laufe seiner Karriere unter anderem mit Hugo Fattoruso, Toto Méndez, Edú „Pitufo“ Lombardo, Quique Cano, Benjamín Medina oder Ramón Regueira zusammen. Interpretationen seiner Lieder existieren von Künstlern wie beispielsweise Celia Cruz, Adriana Varela, María Dolores Pradera, Washington Carrasco y Cristina Fernández und Jaime Roos.

## Diskographie
- Guitarras y cantos nuevos mit Nell Silva und Omar Fernández (1967)
- Roberto Darvin canta a Nicolás Gullién (1968)
- Roberto Darvin (1969)
- Roberto Darvin y su onda (Caytronics CYS 1250, 1971)
- Experiencias (Gamma, 1972)
- Caminos (Gamma, 1974)
- Ayer me dijeron negro (Qualiton SQH-2020, 1976)
- Ahora si (mit Jorge Trasante, Orfeo 90887, 1984)
- No me manden flores (1986)
- Aire puro mit Arrabal (1990)
- Gracias (1996)
- Cantor de aquí (Perro Andaluz, 2002)
- Vamos bien (Ayuí / Tacuabé ae346cd, 2009)